# Urna (budismo)
En el arte y la cultura budista, la Urna (más correctamente ūrṇā o ūrṇākośa; en pāli, uṇṇa, y conocida como baihao en chino) es un bulto en espiral o circular colocado en el centro de la frente de las imágenes budistas como una marca auspiciosa. Simboliza el tercer ojo, que a su vez simboliza la visión del mundo divino; una especie de habilidad para ver más allá del universo mundano de sufrimiento habitado por la humanidad.
Como se establece en el Lakkhana Sutta o 'Discurso sobre las marcas', la ūrṇā es la trigésima primera característica física de Buda. Generalmente se piensa que es un pelo en espiral y una marca o signo de Buda como mahāpuruṣa o gran ser. El dispositivo se ve a menudo en esculturas que le representan desde el siglo II d. C. A veces es sustituido por una joya.

## Galería

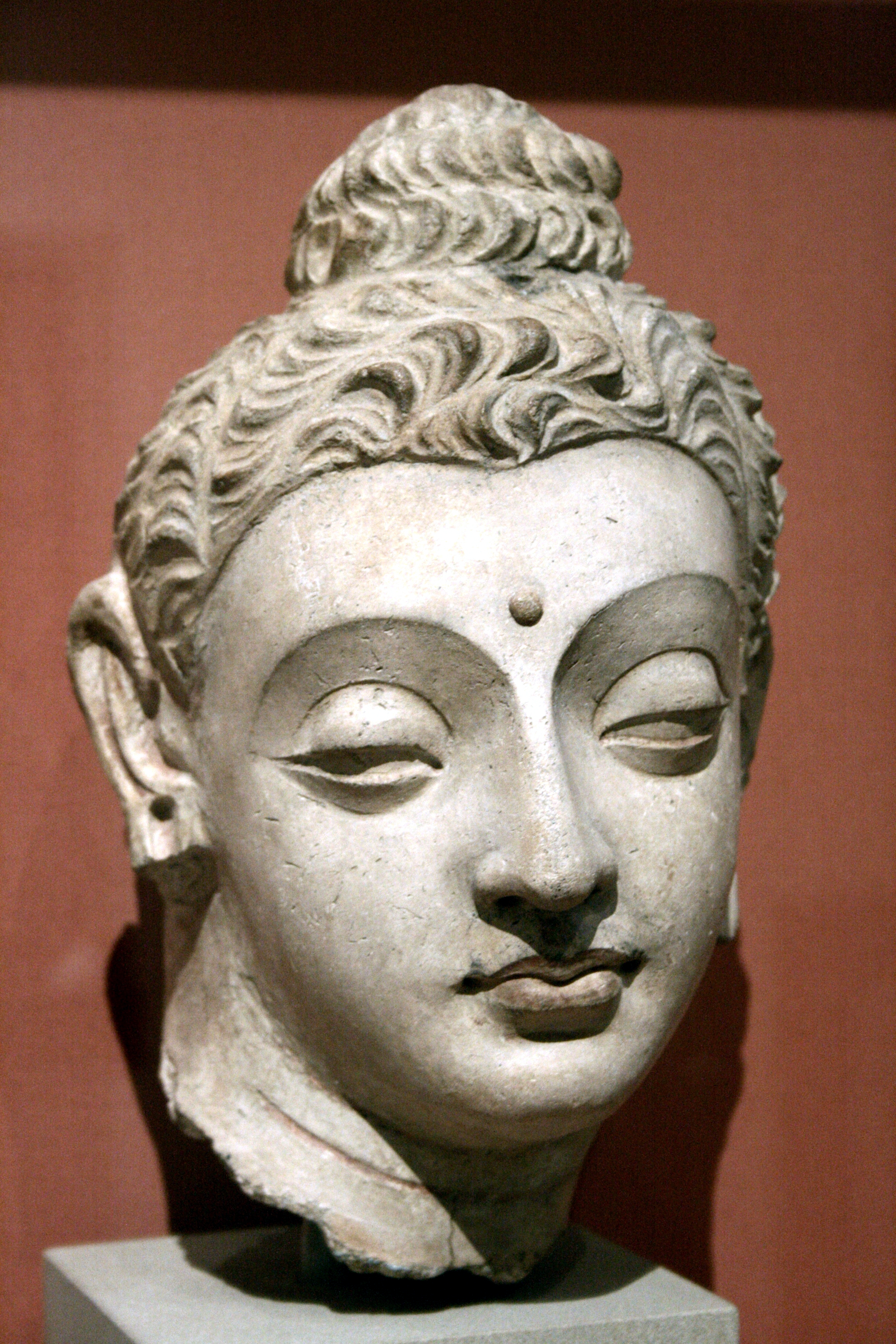
Buda con urna representada como un punto o bulto circular, arte de Gandhara.
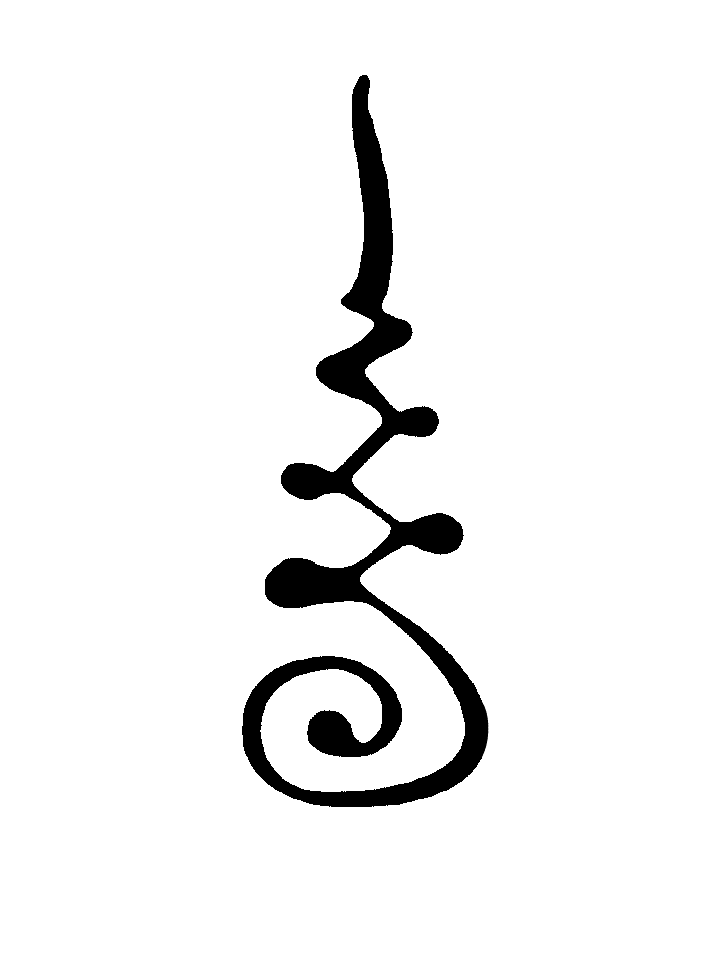
El unalome (en tailandés, อุณาโลม), un yantra popular en el Sudeste asiático, es una representación estilizada de la urna.